# Humboldt (Tennessee)
Pour les articles homonymes, voir Humboldt.
Humboldt est une municipalité américaine principalement située dans le comté de Gibson au Tennessee. Lors du recensement de 2010, sa population est de 8 452 habitants.

## Géographie
La municipalité s'étend sur 9,71 milles carrés (25,15 km2). Une partie de Humboldt s'étend dans le comté voisin de Madison : 0,35 milles carrés (0,91 km2) pour 78 habitants.

## Histoire
Elle est nommée en l'honneur du naturaliste allemand Alexander von Humboldt.

## Démographie
La population de Humboldt est estimée à 8 235 habitants au 1er juillet 2016.
Le revenu par habitant était en moyenne de 16 637 dollars par an entre 2012 et 2016, bien en-dessous de la moyenne du Tennessee (26 019 dollars) et de la moyenne nationale (29 829 dollars). Sur cette même période, 21,7 % des habitants de Humboldt vivaient sous le seuil de pauvreté (contre 15,8 % dans l'État et 12,7 % à l'échelle des États-Unis).